# Iwan Brjuchowezkyj

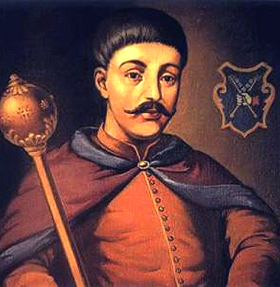
Hetman Iwan Brjuchowezkyj

Iwan Martynowytsch Brjuchowezkyj (ukrainisch Іван Мартинович Брюховецький; * etwa 1623 bei Dykanka; † 7. Junijul. / 17. Juni 1668greg. bei Opischnja) war zwischen dem 27. Juni 1663 und dem 17. Juni 1668 der erste Hetman der linksufrigen Ukraine. Er residierte in Hadjatsch.

## Leben
Mit Beginn des Chmelnyzkyj-Aufstandes hielt sich Brjuchowezkyj, der wahrscheinlich dem Adel entstammte, als „höherer Diener“ des Hetman am Hof von Bohdan Chmelnyzkyj auf. Unter anderem war er für die Erziehung von Jurij Chmelnyzkyj zuständig und erfüllte diplomatische Aufgaben. So besuchte er, zu Normalisierung der ukrainisch-siebenbürgischen Beziehungen im Frühjahr 1656 Siebenbürgen und begleitete im Herbst 1657 Jurij Chmelnyzkyj auf einer  Reise zur Kiewer Mohyla-Akademie. Im Frühjahr 1658 besuchte er im Auftrag von Iwan Wyhowskyj Warschau und vom Frühjahr 1659 an hielt er sich in der Saporoger Sitsch, wo er im Herbst desselben Jahres zum Ataman der Saporoger Kosaken gewählt wurde. 1661 erhielt er den Titel eines Hetman-Kapitäns und kämpfte seitdem für ein linksufriges Hetmanat.
Brjuchowezkyj führte drei Jahre Kriege gegen Polen und dem rechtsufrigen Hetman Pawlo Teterja und verfolgte eine pro-Moskauer Politik. In den Feldzug von 1663/1664 schlugen die Kosaken den letzten Versuch der Polen zurück, die linksufrige Ukraine zu besetzen. Die Polen umzingelten Gluchow mit starken Kräften, wurde jedoch in der Schlacht von Pirohivka besiegt. Damit scheiterten auch Brjuchowezkyjs Versuche, das rechte Ufer zu erobern, obwohl seine Kosaken für eine Zeit lang Kaniw, Tscherkassy und Bila Tserkva besetzt halten konnte. Im Dezember 1665 unterzeichnete Brjuchowezkyj mit dem Zarenreich einen Vertrag, der die staatlichen Rechte des linksufrigen Hetmanats erheblich einschränkte und die administrative und finanzielle Abhängigkeit von Moskau stärkte. Der Vertrag von Andrussowo von 1667, der ohne Rückfrage mit seiner Rada abgeschlossen wurde, beendete die jahrhundertelange polnisch-litauische Dominanz in Osteuropa zu Gunsten Russlands und formalisierte die Tatsache, dass das Hetmanat entlang des Dnjepr weiterhin geteilt blieb. 
1666 wurde vom Moskauer Reich eine Volkszählung der Bevölkerung auf dem linken Ufer der Ukraine angeordnet, um die Höhe der Besteuerung festzulegen. Dies führte bald zu großer Unzufriedenheit der ukrainischen Bevölkerung, worauf Aufstände entbrannten. Selbst der Teil des orthodoxen Klerus, der zuvor die pro-Moskauer Ausrichtung des Hetmans unterstützt hatte, protestierte offen gegen Brjuchowezkyjs Politik. Brjuchowezkyjs Position wurde unhaltbar, er musste die Seiten wechseln und beschloss selbst den Volksaufstand gegen das Moskauer Reich anzuführen. Im Januar 1668 sprach er sich vor dem  Ältestenrat von Hadjadsch für die Auflösung des Bundes mit Moskau und den Übergang der Ukraine zum osmanischen Protektorat aus. Zur gleichen Zeit nahm er Verhandlungen mit den Kosaken unter Petro Doroschenko auf und sandte eine Gesandtschaft nach Tschyhyryn ab. Am 17. Juni 1668 vereinbarte er auf dem Feld in der Nähe von Dykanka einem gemeinsamen Militärrat mit Doroschenko. Trotz des Widerstands seines persönlichen Leibwächters wurde er verräterisch gefangen genommen und in Doroschenkos Lager gebracht, dieser ließ ihn an den Lauf einer Kanone ketten und hinrichten. Viele dadurch schockierte Kosaken verließen darauf die Armee Doroshenko und ergriffen unter Petro Suchowi die Waffen. Um den Mordfall zu beschwichtigen, organisierte Doroschenko dann die Beisetzung Brjuchowezkyjs, welche mit allen Ehren in der Christi Epiphani-Kirche von Hadjatsch erfolgte.